# 3. Luftverteidigungsdivision (NVA)
Die 3. Luftverteidigungsdivision (3. LVD) war ein Großverband der Luftstreitkräfte (LSK) der NVA der DDR und dem Kommando LSK/LV direkt unterstellt.

## Auftrag
Der Auftrag der 3. LVD leitete sich vom Gesamtauftrag der LSK der NVA ab und bestand in der „Sicherung des nördlichen Luftraums der DDR“.

## Geschichte
Die Division entstand auf Grundlage der bereits bestehenden Einheiten des 2. Aeroklubs der Kasernierten Volkspolizei am 26. September 1956.
Der Kommandostab wurde zunächst am Flugplatz Cottbus-Drewitz unter der Bezeichnung 3. Fliegerdivision aufgestellt. Später erhielt der Großverband die Bezeichnung 3. Jagdfliegerdivision und Anfang Dezember 1961 die endgültige Namensgebung 3. LVD.
Stab und Divisionskommando wurden zum Flughafen Neubrandenburg nach Trollenhagen verlegt. Der Divisions-Gefechtsstand 33 (GS-33) befand sich in Cölpin, unweit von Neubrandenburg.
Mit der Außerdienststellung der NVA im Jahre 1990 wurde das Divisionskommando aufgelöst.

### Kommandeure 3. LVD
| Dienstgrad, Name            | Dienstzeit | Bemerkung                                                              |
| --------------------------- | ---------- | ---------------------------------------------------------------------- |
| OberstLtn Wolfgang Reinhold | 1956–1957  | ab 1972 Chef Kdo. LSK/LV                                               |
| Major Manfred Lange         | 1957–1958  | bis 31. August 1957 m.d.F.b.; ab 1. März 1958 Oberstleutnant           |
| Major Siegfried Haufe       | 1959–1960  | später Oberst, Kdr. NVA-Institut für Sprachausbildung                  |
| OberstLtn Manfred Lange     | 1961–1966  | ab 1. März 1963 Oberst-Später Kdr. OHS LSK/LV Kamenz                   |
| Oberst Heinz Böhme          | 1966–1970  | später Generalmajor und Kommandeur Sektion LSK/LV MAK Friedrich Engels |
| GenMaj Kurt Rappmann        | 1970–1972  |                                                                        |
| Oberst Günter Oldenburg     | 1972–1981  | ab 7. Oktober 1974 Generalmajor                                        |
| Oberst Hans Partzsch        | 1981–1982  | m. d. F. b.                                                            |
| Oberst Rolf Berger          | 1982–1985  | ab 1. März 1984 Generalmajor                                           |
| Oberst Bernd Schwipper      | 1985–1990  | ab 1. März 1988 Generalmajor                                           |

## Unterstellte Verbände Truppenteile und Einheiten
Der 3. LVD waren die nachstehende Truppenteile, Einheiten und Einrichtungen direkt unterstellt.
- Gefechtsstand 33 (GS-33) 3. LVD in Cölpin
- Jagdfliegergeschwader 2 (JG-2) „Juri Gagarin“, Flugplatz Trollenhagen
  - Fliegertechnisches Bataillon 2 (FTB-2) „Herbert Baum“, Trollenhagen
  - Nachrichten- und Flugsicherungsbataillon 2 (NFB-2), Trollenhagen
- Jagdfliegergeschwader 9 (JG-9) „Heinrich Rau“, Flugplatz Peenemünde
  - Fliegertechnisches Bataillon 9 (FTB-9) „Käthe Niederkirchner“, Peenemünde
  - Nachrichten- und Flugsicherungsbataillon 9 (NFB-9), Peenemünde
- 43. Fla-Raketenbrigade (43. FRBr) „Erich Weinert“, Sanitz
  - Fla-Raketenabteilungsgruppe 431 (FRAG-431), Cammin/Prangendorf
  - Fla-Raketenabteilung 4321 (FRA-4321), Abtshagen
  - Fla-Raketenabteilung 4322 (FRA-4322), Barth
  - Fla-Raketenabteilung 4323 (FRA-4323), Hinrichshagen
  - Fla-Raketenabteilung 4324 (FRA-4324), Neuenkirchen
  - Fla-Raketenabteilung 4331 (FRA-4331), Barhöft
  - Fla-Raketenabteilung 4332 (FRA-4332), Nienhagen
  - Fla-Raketenabteilung 4333 (FRA-4333), Bastorf
  - Fla-Raketenabteilung 4334 (FRA-4334), Kirchdorf
  - Fla-Raketenabteilung 4335 (FRA-4335), Dranske
  - Fla-Raketenabteilung 4351 (FRA-4351), Retschow
  - Funktechnische Abteilung 4301 (FuTA-4301), Rövershagen
  - Technische Abteilung 4320 (TA-4320), Sanitz
- Fla-Raketenregiment 13 (FRR-13) „Etkar André“, Parchim
  - Fla-Raketenabteilung 131 (FRA-131), Warin
  - Fla-Raketenabteilung 132 (FRA-132), Tramm
  - Fla-Raketenabteilung 133 (FRA-133), Ziegendorf
  - Fla-Raketenabteilung 134 (FRA-134), Steffenshagen
  - Technische Abteilung 130 (TA-130), Parchim
- Fla-Raketenregiment 23 (FRR-23) „Rudolf Breitscheid“, Stallberg
  - Fla-Raketenabteilung 231 (FRA-231), Altwarp
  - Fla-Raketenabteilung 232 (FRA-232), Eichhof
  - Fla-Raketenabteilung 233 (FRA-233), Burg-Stargard
  - Fla-Raketenabteilung 234 (FRA-234), Weggun
  - Technische Abteilung 230 (TA-230), Stallberg
- Funktechnisches Bataillon 23 (FuTB-23) „Liselotte Herrmann“, Pragsdorf
  - Funktechnische Kompanie 231 (FuTK-231), Pragsdorf
  - Funktechnische Kompanie 232 (FuTK-232), Rohlsdorf
  - Funktechnische Kompanie 233 (FuTK-233), Elmenhorst, heute Standort des Abgesetzten Technischen Zuges (AbgTZug) 356 – RRP 117 der Luftwaffe
- Funktechnisches Bataillon 33 (FuTB-33) „Fritz Behn“, Pudagla
  - Funktechnische Kompanie 331 (FuTK-331), Pudagla
  - Funktechnische Kompanie 332 (FuTK-332), Saal
  - Funktechnische Kompanie 333 (FuTK-333), Putgarten/Rügen, heute Standort des Abgesetzten Technischen Zuges (AbgTZug) 351 – RRP 117 der Luftwaffe
- Funktechnisches Bataillon 43 (FuTB-43), Parchim
  - Funktechnische Kompanie 431 (FuTK-431), Parchim
  - Funktechnische Kompanie 432 (FuTK-432), Groß Molzan
  - Funktechnische Kompanie 433 (FuTK-433), Banzin bei Hagenow
  - Funktechnische Kompanie 434 (FuTK-434), Karenz bei Ludwigslust
- Nachrichtenbataillon 33 (NB-33) „Max Christiansen-Clausen“, Trollenhagen
  - 1. Nachrichtenbetriebkompanie (1.NBK), Cölpin
  - 2. Nachrichtenbetriebkompanie (2.NBK), Trollenhagen
  - 3. Richtfunk- und Kabelbaukompanie (3.Kp), Trollenhagen
  - 4. Nachrichten-/Flugsicherungskompanie (4.NFK), Trollenhagen
  - 5. Funkkompanie (5.FuKp), Trollenhagen (5.Kp), Trollenhagen
  - 6. Nachrichten-/Flugsicherungskompanie (6.NFK, v-gestellt), Trollenhagen
  - Richtfunkbetriebsstelle 33 (RFB-33 oder Objekt 86), Neubrandenburg-Datzeberg
- Auswerte-, Rechen- und Informationsgruppe 33, Cölpin
- Chemisches und Pioniergerätelager 33, Altwarp
- Fla-Raketenwerkstatt 33, Stallberg
- Funkmeßwerkstatt/Lager 33, Trollenhagen
- Funktechnische Ausbildungskompanie 33 (FuTAK-33), Altwarp
- Funktechnische Stör-Kompanie 33 (FuTSK-33), Burg-Stargard
- Kfz-Transportkompanie 33 (KfzTK-33), Altwarp
- Kfz-Werkstatt und Kfz-Gerätelager 33, Altwarp
- Munitionslager 33, Altwarp
- Musikkorps der LSK/LV, Trollenhagen
- Nachrichten- und Flugsicherungs-Ausbildungskompanie 33 (NFAK-33), Löcknitz
- Nachrichten- und Flugsicherungs-Werkstatt und Lager 33 (NFWL-33), Löcknitz
- Sauerstoffgewinnungs- und Versorgungseinrichtung 33, Trollenhagen
- Stabskompanie 33, Trollenhagen
- Verbindungsfliegerkette 33, Trollenhagen
- Versorgungslager 33, Altwarp
- Zieldarstellungskette 33 (ZDK-33), Peenemünde
- Zug der Chemischen Abwehr 33, Cölpin